# André Morizet
Pour les autres membres de la famille, voir Famille Kosciusko-Morizet. Pour les homonymes, voir Morizet.
André Morizet, né le 23 janvier 1876 à Reims (Marne) et mort le 30 mars 1942 à Paris (Seine), est un homme politique socialiste français.

## Biographie
André Morizet est le fils de Charles Morizet, notaire, conseiller municipal radical de Reims. Sa mère est issue d'une famille allemande protestante, spécialisée dans l’industrie du champagne.
Étudiant en droit, actif dans les groupes socialistes universitaires, il devient fonctionnaire à l'hôtel de ville de Paris en 1900 et collabore au journal L'Humanité, dont il a intégré la rédaction à la fin de 1906. Il est aussi un des animateurs des revues Le Mouvement socialiste dirigé par Hubert Lagardelle et Le Courrier européen fondé par Louis Dumur. Il succède à Jean Longuet comme secrétaire-gérant du Mouvement socialiste en 1901 (jusqu'en 1907) et dirige avec Charles Paix-Séailles Le Courrier européen en 1913-1914.
Il est le maire de Boulogne du 19 décembre 1919 à sa révocation par le gouvernement le 22 juillet 1922 pour un article sur les grèves de vignerons dans le sud de la France. Il redevient maire par la suite, et c'est pendant son mandat que la ville prend la dénomination Boulogne-Billancourt, en 1925 ; il fait par ailleurs construire une nouvelle mairie.
Membre fondateur du Parti communiste français, il est hostile à la XXIIe condition de Moscou, interdisant l'appartenance à la franc-maçonnerie dont il est membre (Grand Orient de France). Exclu du Komintern en janvier 1923 (avec Ludovic-Oscar Frossard, pour les mêmes raisons), il démissionne du Parti communiste et rejoint l'Union socialiste communiste jusqu'en 1927. En 1928, il rallie à nouveau la SFIO.
Candidat à la Chambre des députés en 1914 puis en 1919 sous l'étiquette de la SFIO, il obtient respectivement 8 000 voix (battu par Édouard Nortier) et 12 000 voix. Il échoue une troisième fois à la chambre en 1924. Élu conseiller général en 1925, il démissionne deux ans plus tard, lorsqu'il est élu sénateur le 9 janvier 1927. Il est réélu le 14 janvier 1936. De 1932 à 1940, il est secrétaire du groupe socialiste au Sénat, succédant à Camille Reboul (1927-1932), c'est-à-dire l'équivalent d'un président de groupe puisque la tradition socialiste proscrivait l'emploi du terme "président" depuis la première Internationale (ou AIT).
En 1932, il est l'auteur d'une loi combattant les fumées industrielles. Il a par ailleurs essayé d'« interdire aux usines de cracher leurs fumées aux heures où les enfants des ouvriers allaient à l'école ou en sortaient ».
Il est absent le 10 juillet 1940 lors du vote des pleins pouvoirs constituants à Philippe Pétain. Il est maintenu sous l'Occupation à son poste de maire de Boulogne-Billancourt jusqu'à sa mort en 1942, tout en étant franchement en opposition avec les autorités d'occupation et le gouvernement de Vichy.

## Œuvre

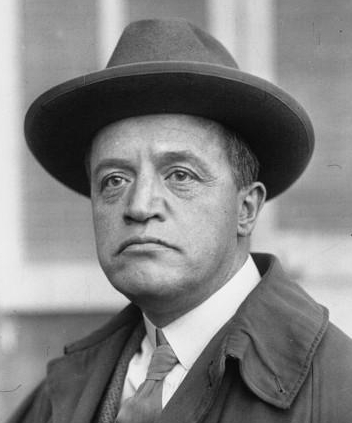
André Morizet en 1921.

En tant que maire, André Morizet a donné son visage actuel et moderne à Boulogne-Billancourt. Il a accompagné le développement démographique de sa commune et le progrès en soutenant les projets des architectes d'avant-garde et en leur faisant construire sur le territoire de sa circonscription des villas modernistes, des cités ouvrières, des bâtiments administratifs, dont l'hôtel de ville. Le projet qu'il a conduit traduit un souci d'améliorer la condition ouvrière par les services de la collectivité et un goût confiant pour la modernité.
Il a laissé deux ouvrages :
- Le Plan 17, du nom du plan de l’état-major français, étude publiée aux éditions de l’Humanité en 1919 sur « l’incapacité de l’état-major avant et pendant la guerre » ;
- Chez Lénine et Trotsky, écrit au retour de son voyage en tant que représentant du Parti communiste français à Moscou en 1921 où il rencontra Trotski. Il y fait l'éloge de la NEP.

Il a aussi publié un journal et collaboré à des ouvrages sur Paris, notamment avec le maire de Suresnes, son ami Henri Sellier :
- Du vieux Paris au Paris moderne, Haussmann et ses prédécesseurs, Hachette, 1932.

- Prix Montyon 1933 de l'Académie française

## Famille
André Morizet se marie en 1909, en premières noces, avec Sophie Mattmann (1886-1967) dont il divorce en 1917 et se marie en 1920, en secondes noces, avec Simone Debat-Ponsan (1886-1986), fille de l'artiste peintre Édouard Debat-Ponsan.
Son gendre Jacques Kosciusko-Morizet (1913-1994) était un haut fonctionnaire et fut ambassadeur de France, maire de Saint-Nom-la-Bretèche et secrétaire national du RPR ; il ajouta à son patronyme (né Jacques Koscziusko) celui de son épouse, Marianne Morizet (1914-2002), pendant la Seconde Guerre mondiale.
Son petit-fils, François Kosciusko-Morizet (1940-2015), fils du précédent, ingénieur des ponts et chaussées, fut maire (divers droite, puis UMP) de Sèvres de 1995 à 2014 et conseiller général des Hauts-de-Seine de 2006 à 2015.
Son autre petit-fils, Jacques-Antoine Kosciusko-Morizet (1943), entrepreneur, a été directeur au Crédit lyonnais, auteur d'un essai en 1973, La Mafia polytechnicienne, et d’un ouvrage écrit en collaboration avec Jean Peyrelevade en 1975, La Mort du dollar.
Son arrière-petite-fille, Nathalie Kosciusko-Morizet (1973), fille de François, a été femme politique, députée et ministre des gouvernements Fillon ; son frère Pierre Kosciusko-Morizet (1977), entrepreneur Internet, est l'un des cofondateurs du site de vente en ligne PriceMinister.
André Morizet est aussi le beau-frère de Jacques Debat-Ponsan et de Jeanne Debat-Ponsan, l'une des premières femmes internes des hôpitaux puis chef de clinique en France, épouse de Robert Debré. Son neveu par alliance (par sa seconde épouse, Simone Debat-Ponsan), Michel Debré (1912-1996), fut le premier Premier ministre de la Ve République de 1959 à 1962.

## Pour approfondir